# 657 Gunlöd
657 Gunlöd este un asteroid din centura principală, descoperit pe 23 ianuarie 1908, de August Kopff.